# Pierre Bourgeade

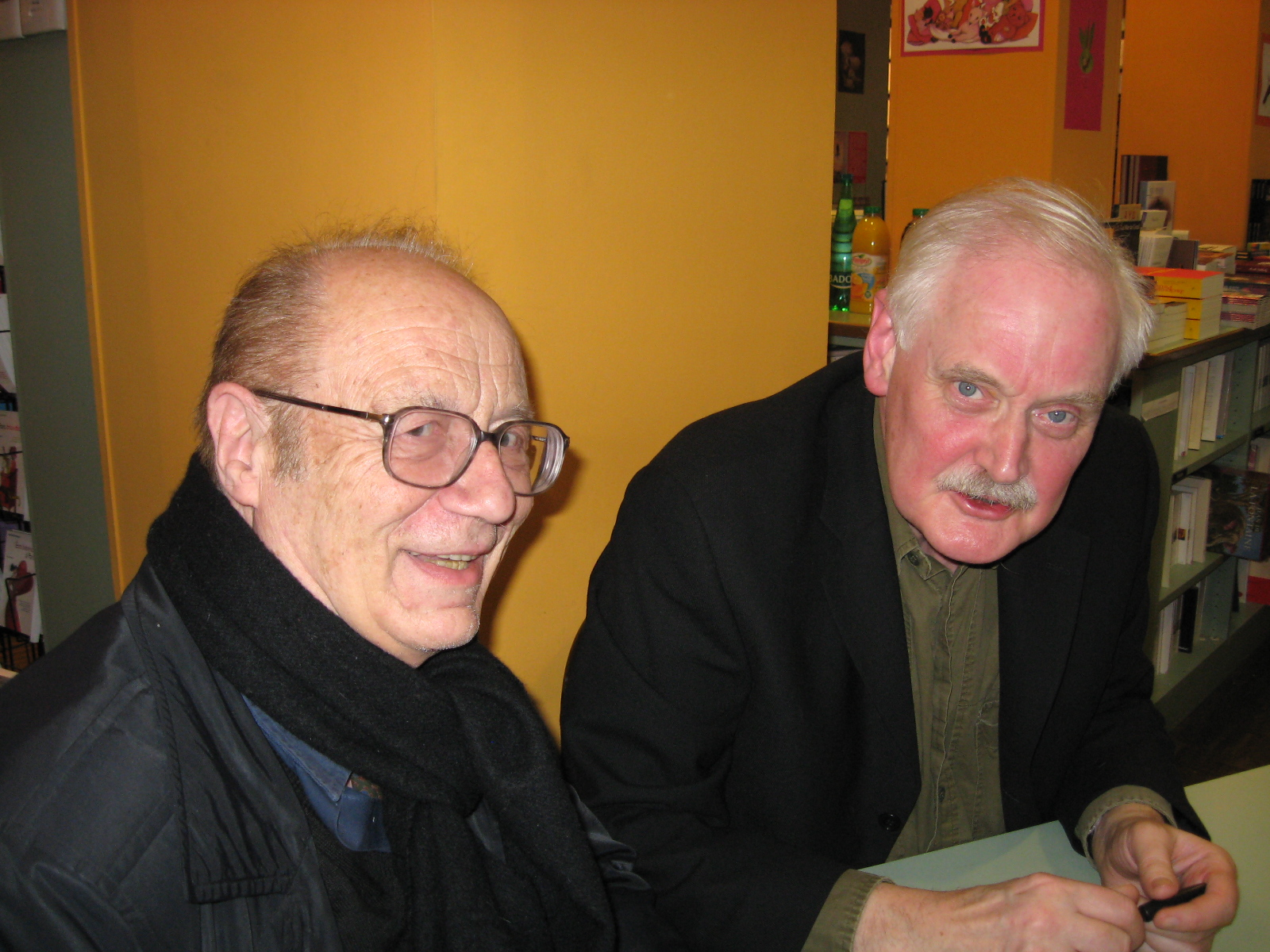
Pierre Bourgeade (links) und Bernard Willem Holtrop (Januar 2008 in Paris)

Pierre Bourgeade (* 7. November 1927 in Morlanne, Département Pyrénées-Atlantiques; † 12. März 2009 in Loches, Département Indre-et-Loire) war ein französischer Journalist, Fotograf und Schriftsteller.

## Leben
Bourgeade war ein Sohn des Steuerbeamten Eugène Bourgeade und dessen Ehefrau Henriette Navarron. Er war der Schwager der Schriftstellerin Paule Constant und durch seine Mutter war er ein Nachkomme von Jean Racine.
Neben seinem eigenen Namen benutzte Bourgeade für seine Veröffentlichungen auch die Pseudonyme Jade, Sabine de Surgis und Pierre Malan.
Bourgeade starb am 12. März 2009 im Alter von 81 Jahren und fand seine letzte Ruhestätte auf dem Cimetière du Montparnasse in Paris.

## Ehrungen
- 1976: Prix du Syndicat de la Critique Dramatique für „Palazzo Mentale“
- 1979: Prix Max Barthou de l’Académie française für „Une ville grise“
- 1983: Prix Mottart de l’Académie française für „Les Serpents“
- 1990: Prix du Public et de la Photographie Monte-Carlo für „Quartier Nègre“

## Werke (Auswahl)
Romane
- Une ville grise. Gallimard, Paris 1978.
- Les serpents. Gallimard, Paris 1983, ISBN 2-07-025184-5.
- Les âmes juives. Editions Tristram, Paris 1998, ISBN 2-907681-18-4.
- La fin de monde. Denoël, Paris 1984, ISBN 2-207-23085-6.
- La femme sans visage. Éditions Pygmalion, Paris 1984, ISBN 2-85704-160-8.[1]
- Mémoires de Juda. Gallimard, Paris 1985, ISBN 2-07-070506-4.
- L’Émpire des livres. Gallimard, Paris 1989, ISBN 2-07-071692-9.
  - deutsche Übersetzung: Die Frau des Buchhändlers. Galgenberg Verlag, Hamburg 1992, ISBN 3-87058-101-8.
- Le Camp. Gallimard, Paris 1979, ISBN 2-07-071415-2.
- L'armoire. Paris 1990.
  - deutsche Übersetzung: Der Schrank. Galgenberg Verlag, Hamburg 1992, ISBN 3-87058-119-0.

Kriminalromane
- La Rondelle. Roman. Mercure de France, Paris 1986, ISBN 2-7152-1396-4 (Crime parfait).
- Pitbull. Gallimard, Paris 1998, ISBN 2-07-049789-5.
- Téléphone rose. Galimard, Paris 1999, ISBN 2-07-049905-7.
  - deutsche Übersetzung: Das rosa Telefon. Unionsverlag, Zürich 2000, ISBN 3-293-20188-1.
- En avant les singes! Gallimard, Paris 2001, ISBN 2-07-049369-5 (Série Noire; 2625).
- Gab save the Di. Baleine, Paris 2001, ISBN 2-84219-272-9.
- Crashville. Flammarion, Paris 2004, ISBN 2-08-068685-2.
- Ramatuelle. Editions Tristram, auch 2006, ISBN 978-2-907681-57-5.
- La nature du roman. Pauvert au Terrain Vague, Paris 1993, ISBN 2-85208-155-5.516-0.
  - deutsche Übersetzung: Die Reise zu den Frauen. Verlag Rasch & Röhring, Hamburg 1994, ISBN 3-89136-516-0.
- Warum. Roman. Éditions Tristram, auch 1999, ISBN 2-907681-23-0.
- New York Party. Gallimard, Paris 2011, ISBN 978-2-07-013409-0 (EA Paris 1970)
  - deutsche Übersetzung: New York Party. Hoffmann & Campe, Hamburg 1971, ISBN 3-455-00520-9.

Erzählungen
- Cybersex et autres nouvelles. Edition Blanche, Paris 1997, ISBN 2-911621-09-3.
- L’autre face. Edition Arléa, Paris 2000, 2-86959-494-1.
- Rêves de femmes. Editions Tristram, auch 2007, ISBN 978-2-907681-58-2.
- Le Camp. Gallimard, Paris 1989[2]
- Les boxeurs. Nouvelles. Editions Tristram, Paris 2003.
- Ça n’arrive qu’aux mourants. Edition La Brance, Paris 2008, ISBN 978-2-35306-028-3 (Suite Noire; 26).

Theaterstücke
- Les immortelles. Gallimard, Paris 1966.
  - deutsche Übersetzung: Immortellen. Stück in zwei Akten und acht Bildern. Fischer, Frankfurt/M. 1978.
- Étoiles rouges. Paris 1977.[3]
- Berlin, 9 Novembre. Avant-Scène Théâtre, Paris 2002, ISBN 2-907468-86-3.
- Sade-Teresa. Gallimard, Paris 1977.
  - deutsche Übersetzung: Sade-Teresa. Phantastisches Melodram in vier Bildern. Berliner Kammeroper, Berlin 1998.